# Octopupilla felix
Octopupilla felix is een vlokreeftensoort uit de familie van de Mesogammaridae. De wetenschappelijke naam van de soort is voor het eerst geldig gepubliceerd in 2007 door Tomikawa.